# Ourapteryx taiwana
Ourapteryx taiwana là một loài bướm đêm trong họ Geometridae.

## Hình ảnh

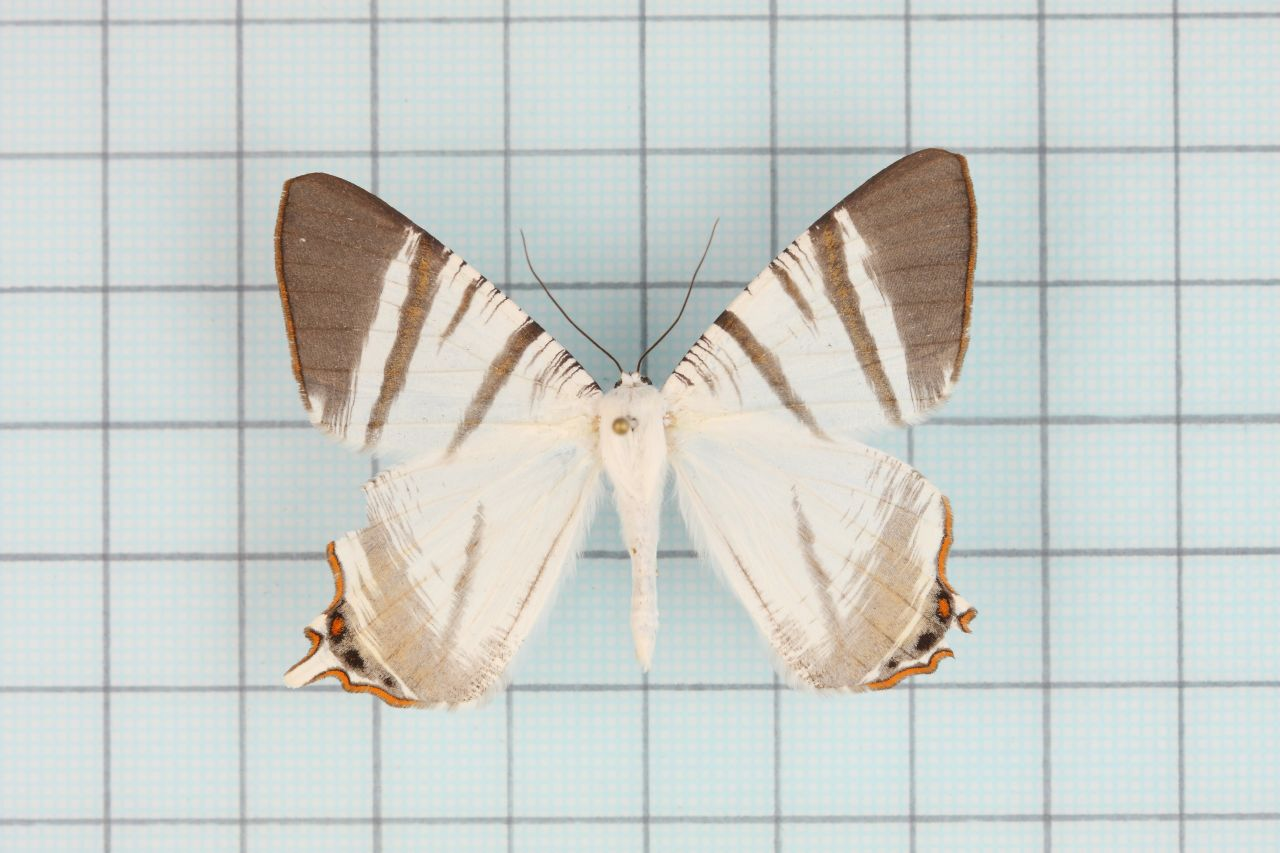
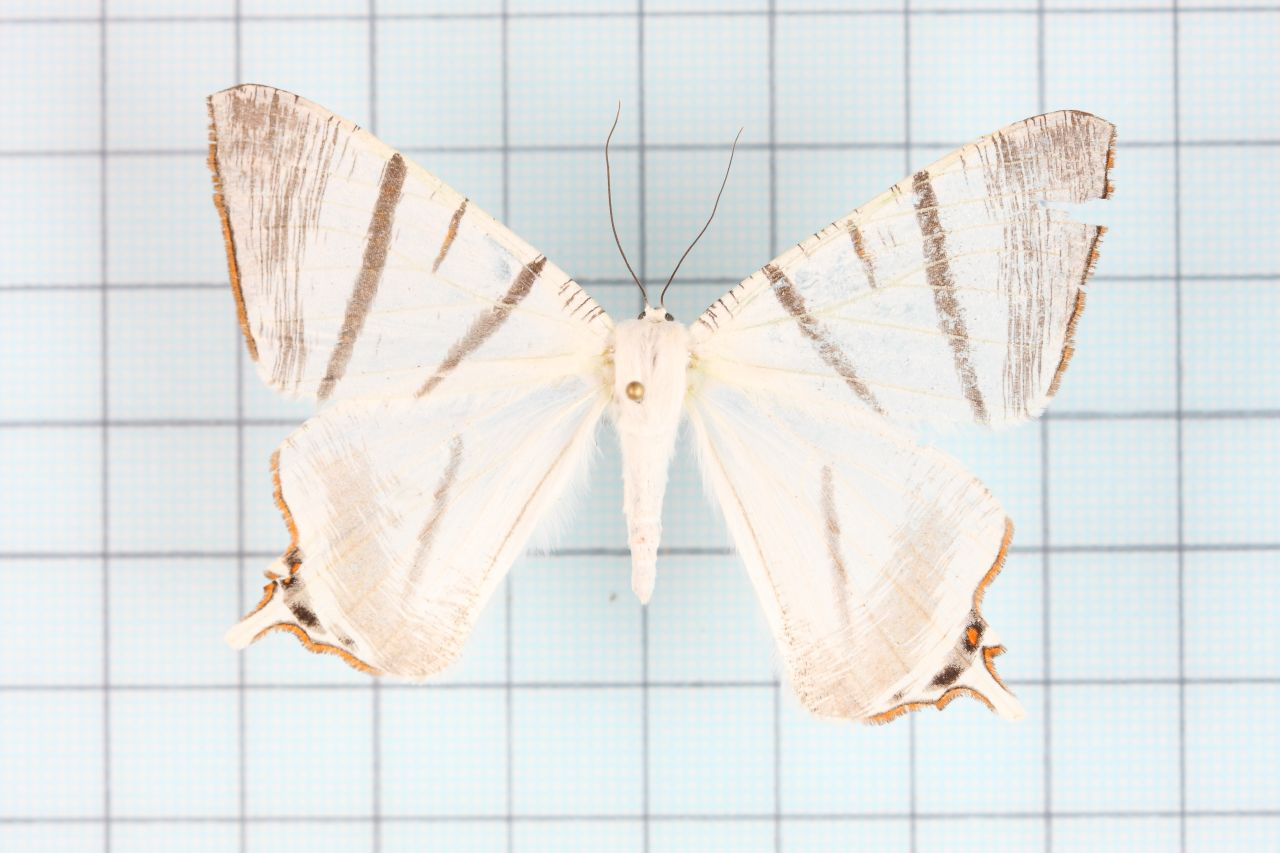
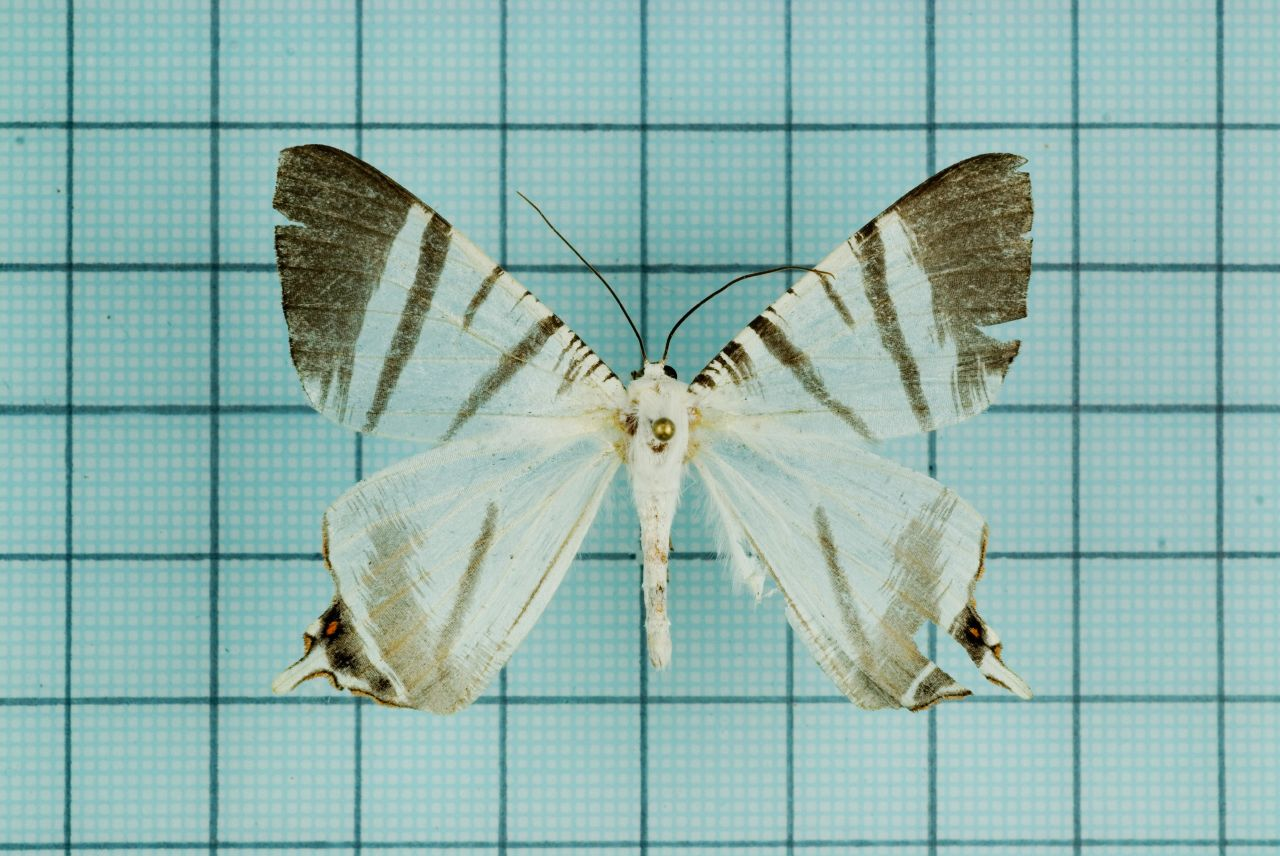
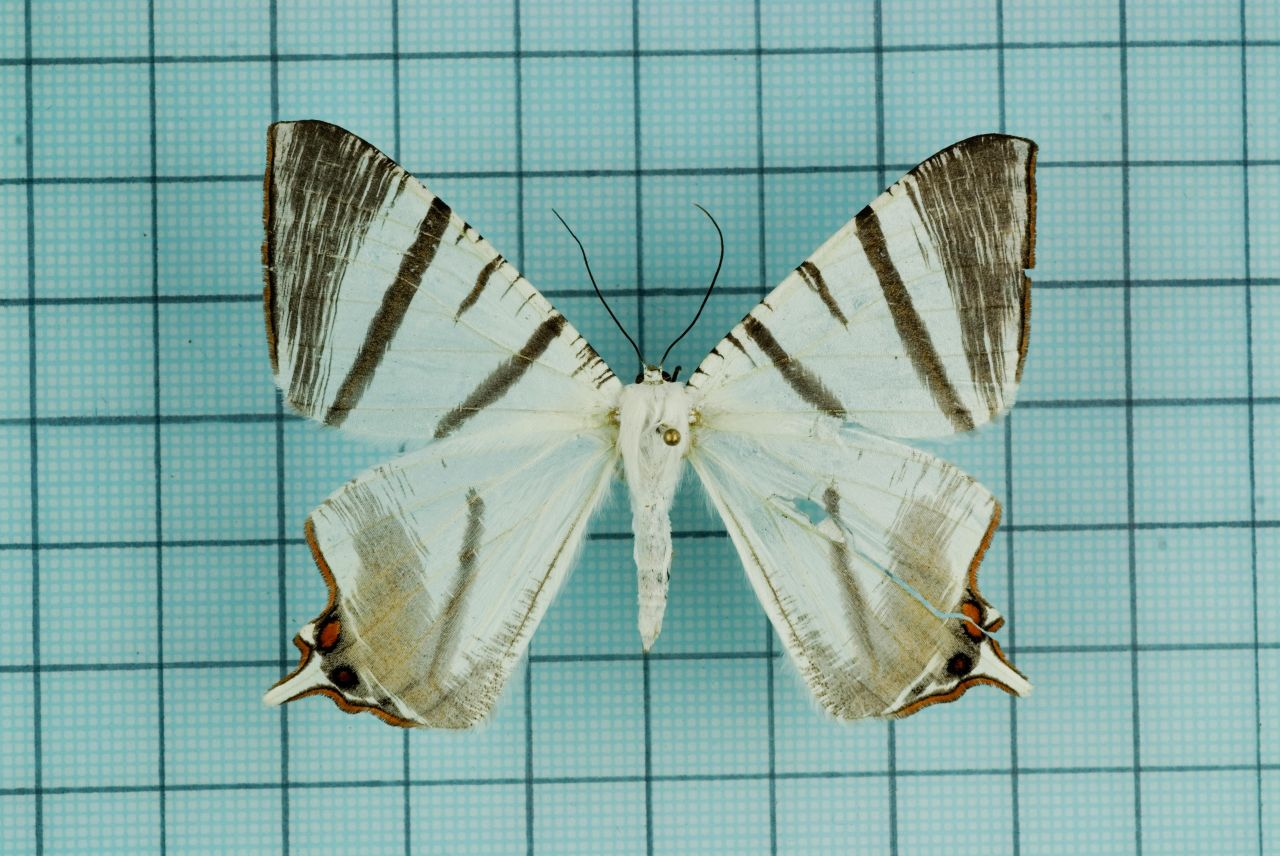